# Fritz Majer-Leonhard
Fritz Majer-Leonhard (* 11. März 1915 in Frankfurt am Main; † 6. August 1995 in Gerlingen) war ein deutscher evangelischer Theologe und NS-Verfolgter.

## Leben
Seine Eltern waren der Studienrat Ernst Majer-Leonhard und dessen Ehefrau Emma geb. Koch.
Der Theologiestudent wurde von den NS-Behörden als „Mischling 1. Grades“ klassifiziert, da seine Mutter Jüdin war. Aus diesem Grund verweigerte ihm die Württembergische Landeskirche 1937 nach dem an der Universität Tübingen abgelegten Fakultätsexamen die Übernahme ins Vikariat. Er leistete danach Arbeits- und Wehrdienst, wurde aber 1940 aus der Wehrmacht entlassen und arbeitete als kaufmännischer Angestellter in der Stuttgarter Firma Paul Lechler jun.
1944 wurde Majer-Leonhard zum Arbeitseinsatz der Organisation Todt gezwungen und war bis zum Kriegsende im Zivilarbeitslager Wolfenbüttel Westbahnhof. 1946 trat er eine Vikariatsstelle in Stuttgart an. 1947 wurde er Pfarrer in Stuttgart-Feuerbach. 1964 wurde Majer-Leonhard Pfarrer der Evangelischen Gesellschaft; von 1965 bis 1980 war er Pfarrer an der Stuttgarter Lutherhauskirche.
Majer-Leonhard leitete ab 1945 die Hilfsstelle für Rasseverfolgte (zunächst unter dem Namen: Betreuungsstelle für nichtarische Christen) der Evangelischen Gesellschaft in Stuttgart. Diese befasste sich bis Mitte der 50er Jahre mit der Beratung von christlichen NS-Verfolgten in Fragen der behördlichen Regelungen zur „Wiedergutmachung“, Auswanderungsmöglichkeiten, Lebensmittelzulagen und Wohnraumbeschaffung.
Als diese alltagspraktische Hilfe weniger benötigt wurde, widmete sich Majer-Leonhard der Aufarbeitung der NS-Diktatur in der evangelischen Kirche. Die Hilfsstelle trat für den Erhalt von Gräbern von Euthanasie- und KZ-Opfern ein und initiierte Anfang der 1960er Jahre eine Kampagne für die erinnerungspolitische Gleichstellung von Opfern der NS-Diktatur und militärischen und zivilen Kriegstoten (Kriegsgräbergesetz, Volkstrauertag). Hatte der Volksbund Deutsche Kriegsgräberfürsorge diese Bestrebungen zunächst abgelehnt, so kam es 1965 zu einer Annäherung. Der Bundestag verabschiedete ein revidiertes Kriegsgräbergesetz; Majer-Leonhard war mit seiner Initiative erfolgreich um den Preis eines sehr unscharfen Kriegstoten-Begriffs. In Vorträgen und Publikationen befasste sich Majer-Leonhard mit der theologischen Bedeutung Israels für Christen, dem Judenchristentum und der Judenmission (die er befürwortete). Majer-Leonhard war 2. Vorsitzender der Gesellschaft für Christlich-Jüdische Zusammenarbeit. Seit den 1960er Jahren arbeitete er in der EKD-Studienkommission „Kirche und Judentum“ mit. In seiner Landeskirche relativ isoliert, kooperierte Majer-Leonhard mit der Jüdischen Gemeinde Stuttgart und engagierte sich für eine soziale Einrichtung in Kirjat-Jearim (Israel).
In den 1970er Jahren setzte er sich für Sinti und Roma ein, die zu dieser Zeit noch keine „Wiedergutmachung“ als NS-Verfolgte erhalten hatten. Dabei beschrieb er gegenüber dem Diakonischen Werk die Diskriminierung der Sinti (Bildung, Arbeit, Wohnung, Gesundheit).
Er initiierte ein Forschungsprojekt zu Theologen, die in der NS-Zeit aus rasseideologischen Gründen verfolgt worden waren.
Fritz Majer-Leonhard wurde 1987 mit der Otto-Hirsch-Medaille ausgezeichnet.

## Veröffentlichungen
- Christuszeugen aus Israel: Lebensbilder von Judenchristen. Evangelischer Missionsverlag, Stuttgart 1955.
- Artikel Judenchristentum. In: Die Religion in Geschichte und Gegenwart. 3. Auflage, Mohr-Siebeck, Tübingen 1959, S. 967–976.